# Erich Irlstorfer
Erich Irlstorfer (nascido em 27 de maio de 1970) é um político alemão da União Social-Cristã da Baviera (CSU) que actua como membro do Bundestag pelo estado da Baviera desde 2013.

## Carreira política
Irlstorfer tornou-se membro do Bundestag nas eleições federais alemãs de 2013, representando o distrito de Freising. No parlamento, ele é membro do Comité de Saúde (desde 2013) e do Subcomité de Saúde Global (desde 2018).